# Thatgamecompany
thatgamecompany是一家美国独立游戏开发工作室，由南加州大学的学生凯莉·圣迪亚戈和陈星汉联合创立。该公司曾与索尼电脑娱乐签订合约，为PlayStation 3的PlayStation Network服务开发三款可下载游戏，后获投资，成为独立开发商，将旗下游戏带到更多平台。以《风之旅人》和《Sky光·遇》而知名。
该公司的第一款游戏是陈星汉学生时期的获奖作品——Flash游戏《流》的重制版，重制版加强了视觉和音效，增加了多人游戏模式，并兼容PlayStation 3的体感操作。该游戏于2007年在PlayStation Store上发行。第二款游戏《花》于2009年在PlayStation 3平台发行，第三款游戏《风之旅人》于2012年3月在PlayStation 3平台发行。第四款游戏《Sky光·遇》于2019年7月在iOS上发行，并于2020年4月在Android上发行，后来于2021年6月在任天堂Switch上发行，于2022年12月在PlayStation 4上发行。
据陈星汉所述，thatgamecompany专注于开发能让游戏玩家产生情感反应的电子游戏。他表示，虽然该公司不反感制作以动作为导向的游戏，但他认为在成熟的电子游戏行业已经有足够多的此类游戏。thatgamecompany在企划游戏前会先设想他们将会给玩家带来怎么样的感受，而不是先确定游戏机制。陈星汉表示，公司没有制作大型畅销游戏的计划，因为他们认为高销量的压力会扼杀创意。

## 历史
2005年秋，凯莉·圣迪亚戈和陈星汉开始考虑自己创业的可能，他们想创立一间自己的电子游戏公司。两人当时是南加州大学电影艺术学院的互动媒体系的硕士生，并且在他们的毕业季；在此不久之前，他们与其他几位同学一起开发的一款名为《云》的电子游戏刚刚发布。这个开发小组将这个开放项目作为一个实验项目，他们希望通过该项目来达到“展现一些跟以往那些电子游戏不同的东西”，并且以此来确认这种类型游戏被受到公众关注和感兴趣的程度。随着《云》获得了相当正面回馈，这促使陈星汉和凯莉·圣迪亚戈开始考虑在离开学校后创立自己的公司，以继续制作这种类似《云》的电子游戏：不基于游戏机制制作，却能激发出玩家们的感情与情绪。
与此同时，游戏业的数字发行渠道逐渐形成并快速成长。他们二人将此视为一个契机以制作游戏却又免去实体零售发行带来的高资金风险，不过他们认为首先为了筹集资金要为其他游戏公司制作游戏。2006年5月15日，thatgamecompany正式成立。很快，公司就与索尼电脑娱乐签订了一份合约；陈星汉在南加州大学的硕士论文里的Flash游戏《流》让索尼方面感到印象深刻。根据合同，thatgamecompany要为当时即将推出的PlayStation Network网络销售系统制作3款游戏，而索尼则为其提供启动资金和索尼在洛杉矶的一个工作场地。
thatgamecompany最初的员工除了两位创始人以外还有之前开发《流》时合作过的尼克·克拉克（Nick Clark）以及新加入的约翰·爱德华兹（John Edwards）。凯莉·圣迪亚戈担任公司的主席兼游戏制作人，陈星汉担任首席游戏设计，约翰·爱德华兹担任首席程序工程师，尼克·克拉克担任游戏设计师。尽管他们考虑过制作重制版的《云》来作为给索尼的第一部游戏，不过最终他们决定开发《流》，因为它“作为一款设计，更充实饱满”。他们认为这会比他们刚开始时制作《云》的时候更加简单；不过当时开发小组的所有人都没有管理一家企业或者是开发一款商业游戏的经验。在开发《流》的同时，陈星汉也在Maxis兼工参与制作《孢子》，而一些与thatgamecompany签约的合同工也参与了《流》的制作，比如像奥斯丁·温特里，他是本作的作曲。
开发组在最开始时相信PlayStation 3版的《流》的开发工作在四个月里就能搞定，并且能赶在2006年11月，PlayStation Network网络商店上线之前准备就绪。然而，当《流》终于在2007年2月被放上PSN网络商店销售时，其游戏内容“还没有最初设定的一半多”。 根据对凯莉的采访，索尼方面在把开发任务分配给开发组前已经预料到thatgamecompany他们会低估游戏开发所要用的时间周期，所以索尼方面对本作的延期并不感到意外。《流》在发售后获得了优异的反馈：它成为了2007年年度PlayStation Network网络商店下载量最高的游戏；在之后互动艺术与科学学会主办的2008年第11届年度互动成就展上，《流》被提名为“最佳下载游戏”； 在2007年度英国电影和电视艺术奖上，《流》被提名为“最佳创新奖”。  在《流》发售之后，索尼还发售了一部它的资料片和《流》的PlayStation Portable掌机版本，这两者的开发都没有thatgamecompany的直接参与。它们由美国的电子游戏开发团队SuperVillain Studios（超级恶棍工作室）完成开发、移植等工作，而thatgamecompany要做的只是确保这俩的游戏设计和游戏的艺术风格符合原作。thatgamecompany没有过多插手的原因是他们已经开始忙于着手下一作——《花》的开发工作。
“《花》是thatgamecompany第一款脱离学院保护网的作品。”凯莉在2007年加拿大蒙特利尔国际游戏峰会（Montreal International Game Summit）上曾透露该信息。 在这次《花》的开发过程中，有6到9个人参与到了各个不同的开发阶段之中，而陈星汉继续领衔整个开发组进行《花》的开发工作。 曾经与凯莉和陈星汉一起制作过《云》的文森特·迪亚曼特（Vincent Diamante）这次再次担当游戏编曲，为《花》编曲。 《花》的开发周期为2年，不过其中一年半被团队用来进行游戏原型设定。之后在决定了游戏要用到的要素后，开发团队花费了半年左右的时间便最终完成了《花》。  《花》在2009年2月在PlayStation Network网络商店上架后，继承了《流》的优秀口碑、好评如潮，并且进入了该年度的PlayStation Network下载销量榜前十名；《花》也获得了若干奖项，例如2009年度美国互动艺术与科学学会颁发的“年度休闲游戏”、2009年斯派克电子游戏盛典所颁发的“‘激浪动力’最佳独立游戏”、英国电影学院奖的“艺术成就奖”等。 在完成《花》的开发后，thatgamecompany终于也搬进了他们在西洛杉矶圣莫妮卡自己的办公室，毗邻索尼北美的王牌工作室顽皮狗。
thatgamecompany与索尼合约中最后一款作品是《风之旅人》，该作于2012年3月在PlayStation Network网络商店上架。《风之旅人》的开发团队规模扩展到14个人左右，不过凯莉并不在开发人员之列； 因为她为了更专注于作为公司主席而需要将更多的精力投入到管理等方面，而前EA旗下的Maxis工作室制作人罗宾·汉妮卡（Robin Hunicke，代表作《轰隆魔块》系列）加入开发团队并担任本作的制作人，以填补凯莉的空位。 《风之旅人》作为当时thatgamecompany开发过的最大的项目，耗时3年开发制作。当初大家最初预计的是用1年左右，但开发团队还面对人手从立项之初的7人扩张到后来的18人所带来的问题——资金：在开发临近尾声的最后半年里，尽管公司已拿到了追加的开发费用，而且团队中的一些人以半薪来进行工作，但是thatgamecompany还是差点面临破产；在《风之旅人》在PlayStation Store上架后，它一举打破之前的销售记录，成为迄今北美和欧洲地区下载销售速度最快的游戏。《风之旅人》也屡获殊荣，在2012年游戏开发者选择奖中横扫“年度游戏”等六大奖项。《风之旅人》发行后，团队的多位成员离开thatgamecompany去寻找其他的机遇挑战：作为公司联合创始人之一的凯莉·圣迪亚戈离开并进入OUYA负责开发者管理；游戏设计师克里斯·贝尔离开后建立了自己的工作室；《风之旅人》的制作人罗宾·汉妮卡辞职并加入游戏公司Tiny Speck制作MMORPG；美术指导马特·纳瓦（Matt Nava）与首席设计师尼克·克拉克和作曲奥斯丁·温特里三人创建了他们自己的游戏工作室GiantSquid。陈星汉认为这是由于与索尼签订的合约的结束，以及公司资金耗尽的事实。由于无法支付工资，他让所有员工无薪休假，并辞退了大部分员工。
当《风之旅人》的收入以及基准资本的风险投资到账后，thatgamecompany重新召回了几名无薪休假的员工。thatgamecompany从风险投资商那里筹集到了550万美元左右的风险投资，这笔钱将在未来用于开发thatgamecompany的下一款游戏，并且公司希望制作一款多平台的游戏并且不会受到发行商的干扰。
2013年末，陈星汉在北京接受中文游戏播客Gadio采访时表示：新游戏已经开发1年左右的时间，虽然游戏还在开发雏形阶段，但是游戏的音乐已经基本完成，由曾《花》的音乐总监Vincent Diamante操刀制作。
2014年5月27日，thatgamecompay宣布获得了由今日资本领衔的700万美元的投资。
2016年11月1日，thatgamecompany正式公布代号“that next game”的新作，并确定游戏主题为给予，预计登陆多平台。
2019年7月18日，iOS平台开启《Sky光遇》的全平台公测。
2020年3月，有报道称thatgamecompany将在加州的湾区开设一家分公司，主要来负责《Sky光·遇》的运营。
2022年3月，thatgamecompany宣布获得1.6亿美元的投资，由TPG資本和红杉资本领投。此外皮克斯动画工作室的联合创始人艾德文·卡特姆加入thatgamecompany，担任高级顾问，负责公司战略发展和创意文化等方面。

## 游戏制作哲学
当thatgamecompany开始设计一款游戏时，他们会先定夺他们希冀让玩家们感受到的情绪与情感。这与大多数的游戏开发方式有所不同，大多数的游戏在策划阶段时通常会从游戏类型、特色或游戏机制等方面入手。凯莉相信thatgamecompany的游戏给玩家所造成的情绪化反应印证了他们通过电子游戏而获得了广泛存在的经历体验，而她同样相信这些会远多于游戏所带来的恐惧情绪和兴奋情绪，比如像那些被推荐的典型。 陈星汉曾表示过thatgamecompany的游戏旨在给玩家传达更多的情绪与感情，而非仅仅是一份信息。他曾因为早期测试员回馈《花》有包含绿色能源和环保等元素，而特地将《花》的游戏设定做出了更改。陈星汉认为对自己而言，制作一款含有很强烈的信息的游戏，自己还“太年轻”，因此在他设计公司的游戏产品时会避免一些过于明显的含义。 thatgamecompany作为一家小规模的游戏制作公司，所以在游戏元素的设计上更多的是遵从于极简主义；在陈星汉看来，游戏的设定至少要有三个理由才可以加入进游戏当中，以避免过多的设计元素干扰游戏的体验以及增加游戏制作过程中不必要的开销。在设计游戏的流程方面，陈星汉表示他喜欢采用在电影中常常用到的“三段式”情节来表现游戏的情节，这也会使得玩家在游戏过程中可以获得更加饱满的情感体验。 凯莉·圣迪亚戈曾说过公司的目标是“去创造作为交流媒介的电子游戏来拓展电子游戏的界限，并创造吸引各种各样不同的人的电子游戏”。她希望通过这向这个目标的迈进来改变当前电子游戏产业，这样的话，其他游戏公司就会把电子游戏打造成更接近于“创意媒介”（creative medium）而不是现在的流水线产品。
thatgamecompany的员工们并不反感动作游戏。在他们制作自己的常规游戏作品之余，也会在公司内部制作一些“令人兴奋”的游戏，并且收到过索尼方面的好评。尽管如此，陈星汉坚信公司没有理由以商业化的方式去制作游戏。他也无意让thatgamecompany去开发“高预算大作”之流的电子游戏，因为他认为资金上的压力会扼杀创新性。

## 公司作品
| 年份 | 名称     | 类型 | 平台                                                                  | 发行商          | 备注 |
| ---- | -------- | ---- | --------------------------------------------------------------------- | --------------- | --- |
| 2007 | 流       | 益智 | PlayStation 3、PlayStation Portable、 PlayStation 4、PlayStation Vita | 索尼电脑娱乐    | PSP、PSV及PS4版本由SuperVillain Studios负责移植开发                                                                                         |
| 2009 | 花       | 冒险 | PlayStation 3、PlayStation 4、 PlayStation Vita、Windows              | 索尼电脑娱乐    | PSV及PS4版本由Bluepoint Games负责移植开发。Windows版本由Annapurna Interactive发行。                                                         |
| 2012 | 风之旅人 | 冒险 | PlayStation 3、PlayStation 4、 Windows、iOS                           | 索尼电脑娱乐    | PS4版本由Tricky Pixels负责移植开发。iOS和Windows版本由Annapurna Interactive发行。                                                           |
| 2019 | 光遇     | 冒险 | iOS、Android、Apple TV、任天堂Switch、PlayStation 4                   | Thatgamecompany | 在iOS上發行，並且在之後由中國大陸的網易代理。(thatgamecompany還是有自己的伺服器）另外还移植了NS和PS4的主机版本，由thatgamecompany自己发行。 |

## 彩蛋
在thatgamecompany的游戏中，经常会发现彩蛋，通常是关于他们自己此前游戏的；像《风之旅人》中包含了他们此前制作的《流》以及《花》的彩蛋。而《Sky光·遇》的彩蛋有雲野八人門上面需要8個人「召喚」出來的黑白斑點狗，聽說狗狗是陳星漢的狗狗；還有隱藏在禁閣地圖的兩層樓thatgamecompany辦公室。